# Ezio (Traetta)
Ezio és una òpera en tres actes composta per Tommaso Traetta sobre un llibret italià de Pietro Metastasio. S'estrenà al Roma el 1757.
A Catalunya, s'estrenà el maig de 1767 al Teatre de la Santa Creu de Barcelona.